# IC 4139
IC 4139 је елиптична галаксија у сазвјежђу Береникина коса која се налази на листи објеката дубоког неба у Индекс каталогу.
Деклинација објекта је + 19° 17' 44" а ректасцензија 13h 4m 4,1s. Привидна величина (магнитуда) објекта IC 4139 износи 15,8 а фотографска магнитуда 16,8. IC 4139 је још познат и под ознакама NPM1G +19.0343, PGC 3090109.